# Mike Abene
Michael Abene, connu aussi sous le nom de Mike Abene, est un pianiste et arrangeur de jazz américain né le 2 juillet 1942. De 2004 à 2014, il a été chef d'orchestre principal du WDR Big Band.

## Biographie
Après des études à la Manhattan School of Music, Mike est engagé en 1961 par Maynard Ferguson. Il reste dans le big band du trompettiste jusqu’en 1965. Depuis, il mène une intense activité de musicien de studio et travaille surtout  pour la télévision (Jingles publicitaires, musiques de séries ou téléfilms…).  Il a accompagné, entre autres, des chanteuses et chanteurs comme Anita O'Day, Chris Connor, Jackie Paris, Joe Williams, Johnny Hartman. Il a joué et enregistré ponctuellement avec des jazzmen comme Benny Goodman, Buddy Rich, Don Ellis, Clark Terry, Al Cohn, Zoot Sims, Lee Konitz, Phil Woods,…
En tant que musicien de groupe et de session, Abene a participé à de nombreux enregistrements de disques, notamment avec Billy Cobham (1987), Chris Connor (1987), Maynard Ferguson, Buddy Rich et Dizzy Gillespie, ainsi qu'en 1997 dans le groupe de la chanteuse Nnenna Freelon (Maiden Voyage).
Entre 2000 et 2003, plusieurs œuvres d'Abene ont été créées en collaboration avec des ensembles internationaux, notamment avec le Metropole Orkest (en) lors de l'International Trombone Festival à Utrecht, le Mancini Institute Orchestra à Los Angeles et le Symphony et Big Band de la RTV en Slovénie.
Michael Abene a longtemps travaillé comme professeur de musique à la Manhattan School of Music.
Il dirige de 2004 à 2014 le WDR Big Band de Cologne, pour lequel il fait aussi des arrangements. Des productions du WDR Big Band ont été récompensées par un Grammy en 2007 (avec Michael Brecker) et en 2008 (avec Patti Austin) ; une production (avec Joe Lovano) a également été nommée pour un Grammy en 2009. Le WDR Big Band a par exemple joué lors du Jazz Festival Viersen 2010 des compositions pour sextuor de Charles Mingus arrangées par Abene. Son successeur en tant que chef d'orchestre principal a été l'américain Richard DeRosa au début de la saison 2014/2015 . Depuis novembre 2011, Abene est professeur de direction d'ensemble-jazz à l'Institut 8 Jazz de l'Université des Arts de Graz,.
Comme récompense, Mike Abene a co-produit l'album Avant Gershwin, qui a obtenu un Grammy Award Best en jazz vocal en 2007.

## Discographie
Avec Maynard Ferguson
- Maynard '62 (Roulette, 1962)
- Si! Si! M.F. (Roulette, 1962)
- Maynard '63 (Roulette, 1962)
- Message from Maynard (Roulette, 1962)
- Maynard '64 (Roulette 1959-62 [1963])
- The New Sounds of Maynard Ferguson (Cameo, 1963)
- Come Blow Your Horn (Cameo, 1963)
- Color Him Wild (Mainstream, 1965)
- The Blues Roar (Mainstream, 1965)
- The Maynard Ferguson Sextet (Mainstream, 1965)
- Ridin' High (Enterprise, 1967)
- Magnitude (Mainstream, 1991), rééd. Six by Six (1971)

Avec Dizzy Gillespie
- Cornucopia (Solid State, 1969)

Avec Urbie Green
- The Fox (CTI, 1976)

Avec Cal Tjader
- Solar Heat (Skye, 1968)